# 雙埠隨機存取記憶體
雙埠隨機存取記憶體（Dual-ported RAM）簡寫為DPRAM，是一種允許同時（或幾乎同時）由二個設備存取的隨機存取記憶體。雙埠隨機存取記憶體有兩組位址匯流排及兩組資料匯流排（因此稱為「雙埠」），因此允許由二個設備存取，而一般的隨機存取記憶體的位址匯流排及資料匯流排都只有一組。
VRAM就是一種常見的雙埠动态随机存取存储器（DRAM），大部份由於影像記憶體，允許在中央處理器繪製圖形的同時，讓影示器硬體同時讀出資料，顯示在螢幕上。不過大部份的雙埠隨機存取記憶體都是用静态随机存取存储器（SRAM），不會使用像VRAM一樣的DRAM技術。
因為雙埠隨機存取記憶體的結構複雜，因此其容量會比傳統的記憶體要小，價格也會比同容量的傳統記憶體要貴。
大部份CPU的寄存器都是用小尺寸的雙埠（或多埠）隨機存取記憶體來實現，（參考寄存器堆）。
一般若使用雙埠隨機存取記憶體，若在同一個位置同時（或幾乎同時）由不同設備寫入不同資料，會有競爭危害的問題。